# مارتن كوهن
مارتن كوهن (بالإنجليزية: Martin Cohen)‏ (3 فبراير 1952 بجوهانسبرغ في جنوب أفريقيا - ) هو لاعب كرة قدم جنوب أفريقي في مركز الوسط. لعب مع بيدفيست ويتس ولوس أنجلوس أزتكس وكاليفورنيا سيرف ‏ وهايلاندز بارك ‏.